# Rædwald van East Anglia
Rædwald (gest. ca. 624) was koning van het Angelsaksische koninkrijk East Anglia gedurende het eerste kwart van de 7e eeuw. Van 616 tot aan Rædwalds dood in 624 was East Anglia het machtigste koninkrijk van de heptarchie. In een 9e-eeuwse vermelding in de Anglo-Saxon Chronicle wordt Rædwald genoemd als een bretwalda. Hij is tevens de belangrijkste kandidaat voor de koning die begraven is in het beroemde scheepsgraf van Sutton Hoo. Rædwald was de zoon en opvolger van Tytila.
De vroegste en volledigste informatie over Rædwald is afkomstig uit de Historia ecclesiastica gentis Anglorum van Beda. Dit werk plaatst de regeerperiode van Rædwald tussen de aankomst in Kent van Augustinus van Canterbury in 597 en het huwelijk en de bekering van Edwin van Northumbria in 625. In latere versies van de Historia wordt de dood van Rædwald tweemaal gemeld: de eerste keer in 599 en de tweede keer in 624. Er wordt aangenomen dat in 599 Tytila overleed en Rædwald de troon besteeg. Hiermee kan de regeerperiode van Rædwald worden vastgesteld tussen 599 en 624.
Ten tijde van Rædwalds troonsbestijging wisten verschillende dynastieën zich te vestigen in de diverse Angelsaksische koninkrijken. Ethelbert van Kent had zijn positie veiliggesteld door zijn huwelijk met Bertha, de dochter van de Frankische koning Charibert. Ceawlin van Wessex was voor een groot deel van de 6e eeuw bretwalda en slaagde erin Wessex flink uit te breiden. Nadat Ceawlin werd afgezet, werd Ethelbert van Kent bretwalda. In Mercia slaagde Cearl  een koninkrijk te vestigen. In het noorden wist de koning van Bernicia, Aethelfrith, ook Deira onder zijn heerschappij te brengen. Hiermee werd de basis gelegd voor een nieuw verenigd koninkrijk, Northumbrië.
Rædwald zelf claimde een afstammeling te zijn van ene Wuffa en de dynastie waar hij toe behoorde werd de Wuffingas genoemd. Volgens Beda werd Rædwald tussen 560 en 580 geboren. Hij was mogelijk de oudere broer van Eni. Omstreeks 590 trouwde Rædwald met een heidense vrouw waar hij twee zoons bij verwekte, Rægenhere en Eorpwald. Een ander kind van Rædwald was Sigebehrt, mogelijk een stiefzoon uit het koninklijk huis van Essex. Mogelijk had Rædwald huwelijksbanden met de koningen van Essex. Rædwald beschouwde Sigebehrt als een bedreiging voor zijn eigen bloedlijn.
Begin 7e eeuw werd Essex geregeerd door Saebert, de neef van Ethelbert van Kent. Ethelbert werd rond 600 door Sint Augustinus gedoopt en spoedig ging ook Saebert over op het christendom, waarbij hij impliciet Ethelberts macht erkende. Ook Rædwald ontving omstreeks 605 het doopsel, want Augustinus gelastte omstreeks die tijd de bouw van een kerk in Ely, in Rædwalds koninkrijk. Anders dan Saebert wist Rædwald onafhankelijk te blijven van Ethelbert, al werkte hij nauw met hem samen. Zo stoomde Rædwald zijn rijk klaar om een leidende rol te spelen in de heptarchie. Zijn bekering tot het christendom werd aan zijn hof niet door iedereen gewaardeerd en zijn heidense vrouw stond erop dat hij ook de oude goden in ere hield.
Koning Aethelfrith van Bernicia had zich in 604 het koninkrijk Deira toegeëigend en de erfgenaam van Deira, Edwin, zocht na een lange zwerftocht zijn toevlucht bij Rædwald. Toen in 616 Aethelfrith Rædwald wilde omkopen om Edwin te vermoorden, verklaarde Rædwald hem de oorlog. Rædwald vreesde de macht van het opkomende Northumbrië en wilde Aethelfrith een slag toebrengen.
Rædwald trok op door Lindsey, dat onder zijn invloed stond, voordat Aethelfrith al zijn troepen had kunnen verzamelen. Rædwald trof Aethelfrith bij de rivier de Idle. Rædwald verdeelde zijn troepen in drie groepen, waarbij Rædwald, Rægenhere en de balling Edwin ieder een groep aanvoerden. Aethelfriths troepen zagen Rægenhere aan voor Edwin en vochten fel om Rægenhere om te brengen. Een woedende Rædwald doodde daarna Aethelfrith en een groot aantal Northumbriërs. Na de veldslag installeerde hij Edwin als koning in Northumbrië en verkreeg ook daar invloed. Na de dood van Ethelbert in hetzelfde jaar was het gezag van Rædwald zo groot dat hij erkend werd als bretwalda. Na de dood van Ethelbert in Kent en Saebert in Essex, voerden hun opvolgers hun koninkrijken terug naar het heidendom. De Engelse bisschoppen zochten en vonden hun toevlucht bij Rædwald.
De stad Ipswich begon zich onder Rædwalds regering te ontwikkelen, ook al zou het nog 100 jaar duren voordat de stad enige omvang kreeg. Ook vermoedt men dat Rædwald de patroon was van Sutton Hoo, waar hij mogelijk begraven ligt. Rædwald stierf in 624 en werd opgevolgd door zijn zoon Eorpwald.
- Gemeinsame Normdatei: 119009242
- International Standard Name Identifier: 0000 0004 4888 0027
- Library of Congress Control Number: nb2011026540
- Virtual International Authority File: 72194930
- WorldCat: E39PBJqw7JV8W9ftfwxQ8HBwYP